# ジフ＝シュル＝イヴェット
ジフ＝シュリヴェット （Gif-sur-Yvette）は、フランス、イル＝ド＝フランス地域圏、エソンヌ県のコミューン。

## 地理
エソンヌ県北西部に位置し、コミューン全体がパリ都市圏に含まれる。かつてのウルポワ地方（fr）に属する。
コミューン内をイヴェット川が東西に横切る。

## 交通
- 道路 - コミューン面積の約6割が都市化されているにもかかわらず、ジフ＝シュル＝イヴェットにはオートルートのような主要道が通じていないままである。パリ-ランブイエ間を走る県道306号線が最大の道路である。
- 鉄道 - RER B線の駅が2つある

## 由来
ジフとはガリア語で農場を意味するædificiaから派生したとする、議論の余地のある語源を持つ。川の名イヴェットとは、水を意味するawaと、ちっぽけなを意味するicosからきている。1932年、コミューン名にイヴェットの名が付け加えられた。

## 歴史
ムーロン谷には新石器時代から人が定住していたと、住居跡から証明されている。また、紀元前6世紀頃のケルト人の村跡もある。ローマ帝国による征服後、この定住地はルテティア-アウトリクム（現在のシャルトル）間を走るローマ街道の途上にあった。
7世紀からジフで建設された教会が完成したのは9世紀であった。12世紀には、ベネディクト会の尼僧たちが運営した10ヘクタールにおよぶヴァル・ド・ジフ修道院の存在に触れられている。百年戦争時代、修道院と荘園は破壊された。17世紀、ジャンセニズムに共鳴した修道院は廃れることになり、荘園は分割された。パリのブルジョワがベルヴィル城を建てた。
1791年1月、革命政府によって修道院は廃止され、ヴェルサイユのブルジョワに売却された。修道院建物は建設用資材として転売された。
19世紀のジフは、谷でイチゴを、平野で穀物を栽培する農村のままであった。1867年8月、ソー線が開通しジフに駅ができた。
第二次世界大戦の勝利後、1946年にフランス国立科学研究センターの施設フィトトロンが、1947年にフランス原子力庁の施設ができた。フェルナン・レジェは古いギャンゲットであるグロ・ティユールを購入しアトリエに変え、移住した。同じ時期、ウィンザー公爵夫妻もムーラン・デュ・テュイルリーに暮らしていた。
1960年代から1970年代にかけ、ジフ＝シュル＝イヴェットは人口増を経験した。自治体が、大規模集合住宅建設に着手したためである。
1972年、旧フェルナン・レジェ邸にて、ヘンリー・キッシンジャーとレ・ドゥク・トが外交交渉を行った（のちパリ協定が結ばれる）.。1976年、ムーロン地区にグランゼコールの1つエコール・シュペリウール・デレクトリシテ（fr:École supérieure d'électricité）が開校した。

## 姉妹都市
- インスラツェイ、ルーマニア
- オルペ、ドイツ